# Lalla Ward

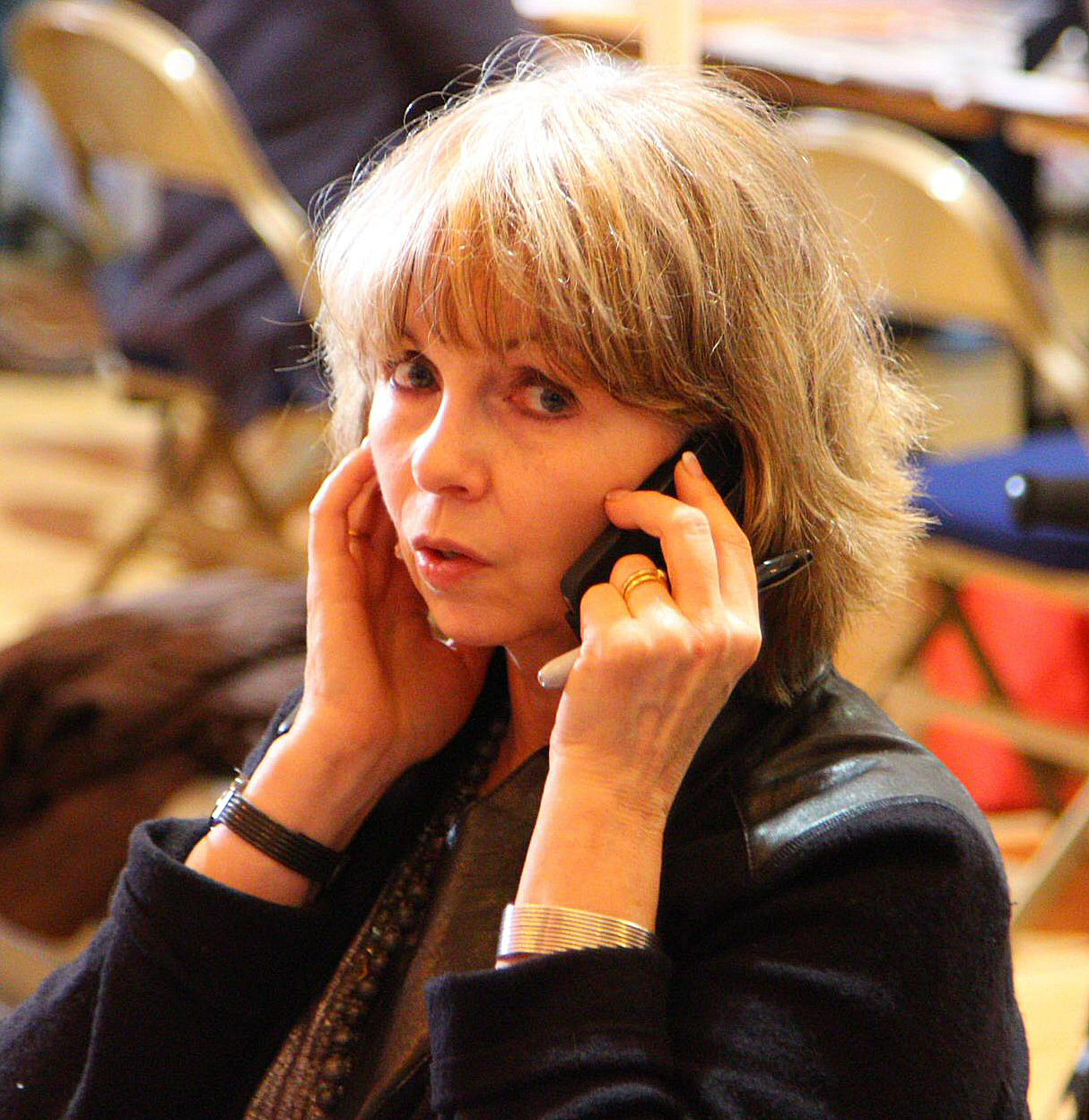
Lalla Ward (2014)

Lalla Ward (* 28. Juni 1951 in London, England als Sarah Ward) ist eine britische Schauspielerin, Illustratorin und Autorin.

## Leben
Von 1967 bis 1970 besuchte Lalla Ward die Central School of Speech and Drama in London. Anschließend spielte sie ihre erste Filmrolle in dem Hammer-Film Circus der Vampire. Es folgten mehrere Auftritte auf der Bühne, in Fernsehproduktionen, sowie weiteren Spielfilmen. Ihre bekannteste Rolle war die der Romana in der  Science-Fiction-Fernsehserie Doctor Who. 1980 heiratete sie den Schauspieler Tom Baker. Die Ehe hielt 16 Monate.
Ward schrieb und illustrierte mehrere Bücher. Zu den von ihr illustrierten Werken zählt das Sachbuch Und es entsprang ein Fluß in Eden des englischen Evolutionsbiologen Richard Dawkins, mit dem sie von 1992 bis 2016 verheiratet war. 1993 zog sie sich aus dem Schauspielgeschäft zurück, um sich mehr auf das Schreiben und ihre Familie zu konzentrieren.

## Filmografie (Auswahl)
- 1972: Circus der Vampire (Vampire Circus)
- 1973: The Upper Crusts (Fernsehserie, 6 Folgen)
- 1973: Kein Pardon für Schutzengel (The Protectors; Fernsehserie, 1 Folge)
- 1973: Van der Valk (Fernsehserie, 1 Folge)
- 1975: Unternehmen Rosebud (Rosebud)
- 1977: Der Prinz und der Bettler (The Prince and the Pauper)
- 1977: The Duchess of Duke Street (Fernsehserie, 5 Folgen)
- 1978: Die Profis (The Professionals; Fernsehserie, 1 Folge)
- 1979–1981: Doctor Who (Fernsehserie, 46 Folgen)